# 北米インターセックス協会
北米インターセックス協会（英語: Intersex Society of North America）は、かつて存在したインターセックスの権利のために活動していた北アメリカの非営利団体。

## 歴史
人は生まれた時の性的特徴で男性か女性かに医師の判断で分けられてきたが、その性的特徴は常に典型的な二分のパターンが観察されるわけではない。男性または女性の体の典型的な二元論に適合しない、染色体・生殖腺・性器を含むいくつかの性的特徴のいずれかを持って生まれた人は「インターセックス（intersex）」と呼ばれている。日本では性分化疾患（DSD）と呼ばれることが多い。インターセックスの人たちは、多くの社会的スティグマ、差別、および法的障壁を経験しており、その解消を望んでいる。
これらの背景の中、1993年にインターセックスの活動家のシェリル・チェイスによって「北米インターセックス協会（ISNA）」が設立された。

## 活動と閉鎖
北米インターセックス協会は「半陰陽（hermaphrodite）」という言葉はインターセックスの個人にとって偏見にしかならないとして、その用語の使用をやめるように働きかけた 。
1996年にはボストンで開催された米国小児科学会の年次総会の外でデモを行い、この日は現在はインターセックス啓発デーとなっている。
2008年に組織は解散した。その理由として、インターセックスとして生まれた人々の「医療ケアの改善に関する合意」に達することができたものの、「北米インターセックス協会の見解が偏っている」といった懸念が業界にあったことなどが説明されている。
解散した北米インターセックス協会の後継組織として「インターアクト（interACT）」があり、北米インターセックス協会のウェブサイトをアーカイブとして維持する役割を担っている。